# Franz Kockel
Franz Kockel (* 23. April 1934 in Leipzig; † 20. März 2015) war ein deutscher Geologe, der Fachmann für den geotektonischen Aufbau Norddeutschlands war.

## Leben
Kockel, der Sohn des Geologieprofessors Carl Walter Kockel (1898–1966), studierte in Marburg, Freiburg im Breisgau, London und Bonn und wurde 1960 an der Universität Bonn bei Roland Brinkmann in Geologie promoviert (Die Geologie des Gebietes zwischen Rio Guadalhorce und dem Plateau von Ronda (Südspanien)). Er war danach bis zu seiner Pensionierung 1999 an der Bundesanstalt für Geowissenschaften und Rohstoffe (BGR) in Hannover, zuletzt als Geologiedirektor. Auch danach beriet er das BGR und das Geophysikalische Institut in Karlsruhe. Sein Sohn ist der Historiker Titus Kockel.
Neben Norddeutschland (wobei er die Tektonik auch in Hinblick auf die Erdölgeologie untersuchte) arbeitete er auch über Afrika (Uganda, Äthiopien), Spanien und Nord-Griechenland. 2005 erhielt er die Serge-von-Bubnoff-Medaille der Deutschen Geologischen Gesellschaft und 1994 die Hans-Stille-Medaille.  Außerdem erhielt er die Van Waterschoot van der Gracht Medaille (2000), erhielt eine Medaille der Adam-Mickiewicz-Universität und war Ehrenmitglied der Polnischen Geologischen Gesellschaft.

## Schriften
- Beiträge zu W. Schott: Paläogeographischer Atlas der Unterkreide von Nordwestdeutschland, Bundesanstalt für Bodenforschung 1967, 1969 (darin mit J. Stets, Abschnitte Hauterive, Valendis)
- Beiträge zu R. Vinkenem: The Northwest European Tertiary Basin, Projekt IGCP Nr. 124, Hannover, 1988
- Structural and Palaeogeographical Development of the German North Sea Sector, Borntraeger 1995 (Beiträge zur regionalen Geologie der Erde, Band 26)
- mit Reinhard Baldschuhn, Franz Binot, Stephanie Fleig: Geotektonischer Atlas von Nordwest-Deutschland und dem deutschen Nordsee-Sektor: Strukturen, Strukturentwicklung, Paläogeographie, Maßstab 1:300.000, Bundesanstalt für Geowissenschaften und Rohstoffe, 2001 als CD-Rom in Geologisches Jahrbuch, Reihe A, Band 153
- mit Ursula Frisch: Der Bremen-Knoten im Strukturnetz Nordwest-Deutschlands : Stratigraphie, Paläogeographie, Strukturgeologie, Berichte aus dem Fachbereich Geowissenschaften der Universität Bremen, Nr. 223, 2004